# Bergianska trädgården

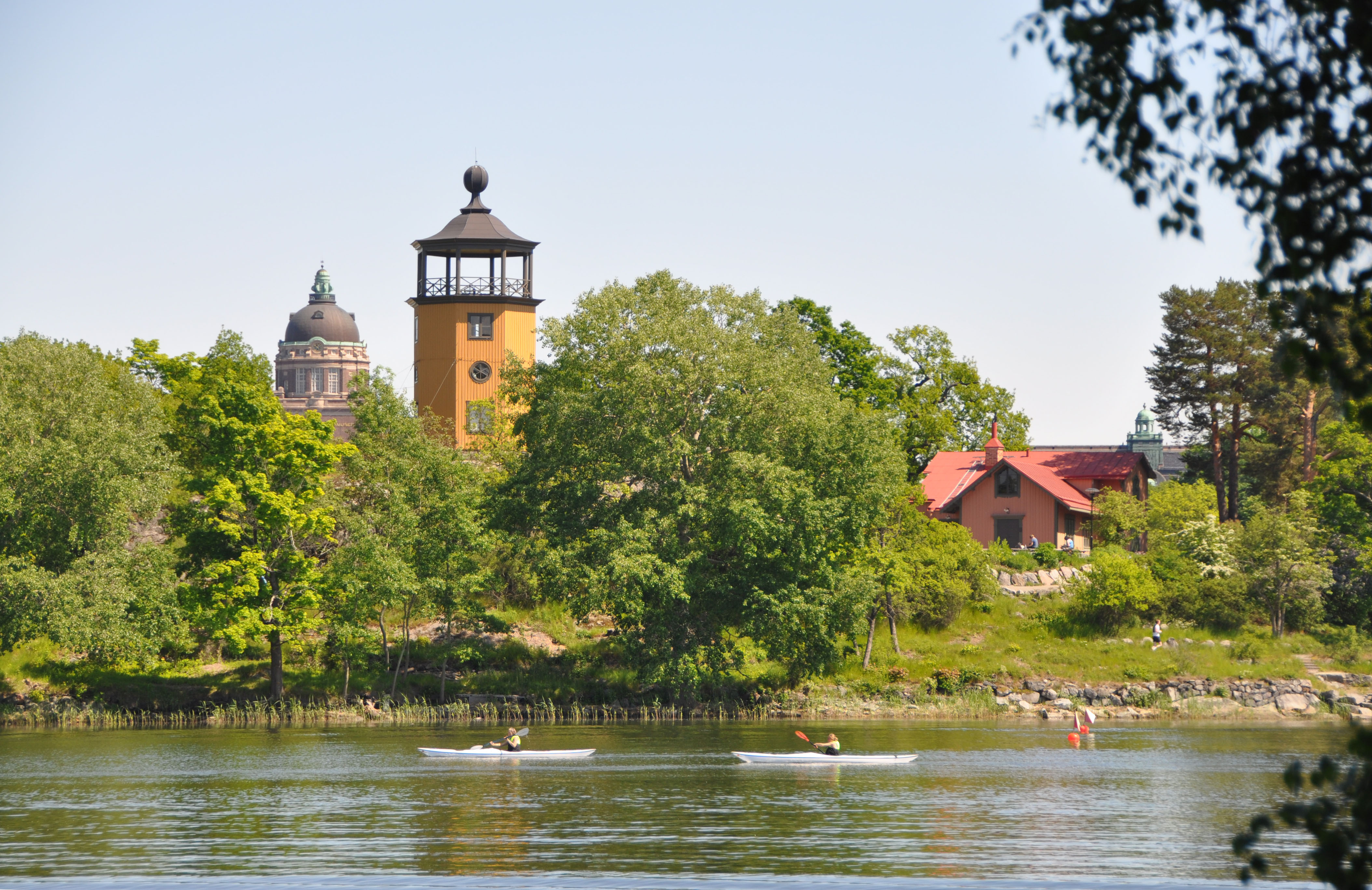
Vista des del llac Brunnsviken

Bergianska trädgården, el Jardí Bergian o Hortus Bergianus, és un jardí botànic situat a Frescati als afores d'Estocolm, prop del Museu Suec d'Història Natural i el principal campus de la Universitat d'Estocolm. El director del jardí botànic es coneix com a Professor Bergianus.
Aquest jardí va ser fundat per una donació feta el 1791 per l'historiador i antiquari Bengt Bergius i el seu germà Peter Jonas Bergius, un metge i científic, per a la Reial Acadèmia Sueca de Ciències, i originàriament estava situat al camí de Karlbergsvägen, a l'actual districte de Vasastaden del centre d'Estocolm. El jardí es va traslladar on és ara l'any 1885.
Actualment, el jardí és administrat de forma conjunta per l'Acadèmia de Ciències i la Universitat d'Estocolm.

## Professor Bergianus
- 1791–1818 Olof Swartz
- 1823–1856 Johan Emanuel Wikström
- 1857–1879 Nils Johan Andersson
- 1879–1914 Veit Brecher Wittrock
- 1915–1944 Robert Fries
- 1944–1965 Carl Rudolf Florin
- 1970–1983 Måns Ryberg
- 1983–2001 Bengt Jonsell
- 2002–current Birgitta Bremer

## Imatges
|  |

|  |  |